# A Knight in York
A Knight in York es el tercer álbum en vivo de Blackmore's Night, lanzado en 2012.
El disco consiste mayormente en temas de los álbumes Secret Voyage y Autumn Sky; la última canción, «First of May» es un cover de los Bee Gees. Fue grabado en el Opera House de York, Inglaterra, en el otoño de 2011, y alcanzó el puesto N.º 2 del apartado "New Age Billboard Charts".

## Lista de canciones
1. "Locked Within The Crystal Ball" – 5:06
2. "Gilded Cage" - 4:18
3. "The Circle" - 7:17
4. "Journeyman" - 6:58
5. "World of Stone" - 6:14
6. "The Peasant's Promise" - 5:11
7. "Toast to Tomorrow" - 4:48
8. "Fires at Midnight" - 9:44
9. "Barbara Allen" - 5:27
10. "Darkness" - 3:30
11. "Dance of the Darkness" - 3:47
12. "Dandelion Wine" - 6:07
13. "All the Fun of the Fayre" - 4:07
14. "First of May" - 3:35